# 522
522 (DXXII) fue un año común comenzado en sábado del calendario juliano, en vigor en aquella fecha.
En el Imperio romano, el año fue nombrado como el del consulado de Símaco y Boecio, o menos comúnmente, como el 1275 Ab urbe condita, adquiriendo su denominación como 522 al establecerse el anno Domini por el 525.

## Acontecimientos
- Boecio es aprisionado por supuesta conspiración contra Teodorico el Grande y redacta la consolación de la filosofía.
- Amalaric , de 20 años, es proclamado rey de los visigodos. Su reino está amenazado desde el norte por los borgoñones .